# Nogometni klub Novalja
Il Nogometni klub Novalja (in italiano Associazione Calcistica Novaglia), meglio noto come Novalja, è una società calcistica croata con sede nella città di Novaglia, sull'isola di Pago.

## Storia
Fondato il 15 dicembre 1997, il massimo risultato del club è la vittoria del girone sud della 2. HNL 2004-2005, anche se ha poi perso lo spareggio promozione nel doppio confronto contro il Cibalia.